# 300英雄
《300英雄》是跳跃网络開發及运营的一款多人在线竞技游戏，遊戲於2012年4月開始首輪封閉測試，2018年12月公測。該作是《英雄联盟》的仿品，早期測試階段角色為奇幻風格，後未經授權使用大量日本動漫角色。評論員均批評遊戲的侵權行為，但是也指出這種做法確切吸引了動畫愛好者的關注。部分評論員提到遊戲過於還原動漫作品中的角色，導致角色之間平衡性很差。

## 遊戲玩法
《300英雄》故事發生在一個虛構世界，造物主創造了一個「永恆之地」連結不同世界，永恆之地包含造物主的權柄，各個世界的勢力都想佔據此地。玩家扮演一名召喚師，擁有爭奪永恆之地的資格，在不同世界與當地英雄定下契約，召喚英雄參與佔領永恆之地的戰爭。遊戲採用多人在线竞技游戏的玩法，遊戲對戰模式為兩組七位玩家對戰，玩法與《英雄联盟》一樣。遊戲還有玩家對抗環境玩法，在這個模式下戰鬥獲得的道具和武器，可以用於玩家對戰模式中。

## 開發及發行
《300英雄》由跳跃网络開發，Maxter擔任製作人，團隊為了吸引動漫愛好者，而選擇在遊戲中復現動漫作品中的經典角色。早期測試階段，遊戲對戰模式是兩組五位或十位玩家對戰，玩家可選角色有25位，角色風格偏向奇幻風格。在2012年末的「动漫斩」測試版本更新後，遊戲增加了大量日本動漫角色，如《海賊王》的烏索普，《火影忍者》的我愛羅和《Fate/stay night》的Saber。對戰模式後續也改為兩組七位玩家對戰，還增加玩家對抗環境玩法。2016年更新的測試版本中，團隊優化了戰鬥場景美術，在場景中增加更多日本動漫作品的元素。遊戲原創的看板娘角色伊莎，蒂塔和缇米首次成為可選角色。
2012年3月，網上傳出Valve與暴雪娛樂的官司敗訴，Valve將營運的《Dota 2》改名《300英雄》。同時期中青宝投資的跳跃网络註冊域名「300Hero」，引起不少《DotA》愛好者的關注。不久，中青宝澄清《300英雄》是一個與《Dota 2》無關的新遊戲。2012年4月20日，遊戲展開首輪封閉測試，由中青宝營運。2014年7月24日的測試版本更新，團隊直接使用《英雄联盟》的裝備圖標，引起玩家聲討，加上在多玩、17173論壇傳出《300英雄》将更名为《英雄联盟2》的消息。導致大批玩家在300英雄的百度贴吧发布大量色情内容進行爆吧，最终該贴吧被封。2014年11月，中青宝放棄遊戲營運，改由跳跃网络自身負責。2018年9月，跳跃网络與Bilibili合作宣傳該作，由於玩家抵制，合作中止。同年12月14日遊戲正式公測。
改編自遊戲的手機遊戲《300大作战》於2017年7月公佈，2018年8月17日公測。衍生作品《300英雄动漫自走棋》於2019年7月4日公測。

## 評價与反响
在遊戲測試階段，《大众软件》、游民星空和新浪遊戲都指出遊戲玩法和角色機制抄襲《英雄联盟》。《大众软件》批评該作是「國內網遊惡意炒作的典型」，2012年最初公佈時刻意製造話題，同期釋出的測試版體驗極差。新浪遊戲評論員幺幺表示遊戲推出的兩組七位玩家對戰的玩法與常見的兩組五位作區別，但是地圖還是沿用《英雄联盟》的地圖樣式。此外，遊戲伺服器穩定性自測試階段就備受批評。
角色方面，游民星空編輯小峰批評可玩角色形象大多來自電影和動漫作品的角色，明顯侵權。电玩巴士評論員红烧的蜗牛認為遊戲存在版權問題，不過加入動漫角色的做法，明顯讓作品受到動漫愛好者的關注。17173网評論員Nando認為動漫角色的模型有《DotA》角色模型的影子，不過大致也還原了原作的角色形象。幺幺表示動漫角色都延續原作的設定，導致角色的屬性描述混亂，玩家難以判斷角色定位。新浪遊戲另一個評論員羽凡也指出角色之間的平衡性不足。

### 版權訴訟
跳跃网络在遊戲中加入大量未經授權的動漫角色，為了避開版權問題，跳跃网络會修改角色的名稱，如《火影忍者》的我爱罗改成「我受罗」，《進擊的巨人》三笠改為「笠笠笠」。2018年4月18日，上海美术电影制片厂起訴跳跃网络侵權《葫芦兄弟》一案勝訴，跳跃网络与中青宝罰款52.6萬人民幣。2018年12月遊戲公測後，跳跃网络推出的中國大陸動漫作品角色都有正式授權。2019年，上海美术电影制片厂也授權跳跃网络在遊戲中使用《葫芦兄弟》的角色。

## 外部連結
- 官方网站